# Pablo D'Angelo
Pablo D'Angelo (Rosario, Santa Fe, 3 de diciembre de 1953) es un exentrenador de baloncesto argentino.

## Trayectoria
| Club            | País      | Año         |
| --------------- | --------- | ----------- |
| Newell's        | Argentina | 1987 - 1989 |
| Newell's        | Argentina | 1996 - 1999 |
| Andino          | Argentina | 1999 - 2000 |
| Ferro           | Argentina | 2000 - 2005 |
| Olimpia (VT)    | Argentina | 2006 - 2007 |
| San Martín (C)  | Argentina | 2007 - 2008 |
| Echague         | Argentina | 2008        |
| Regatas         | Argentina | 2009        |
| Boca Juniors    | Argentina | 2009 - 2010 |
| Rosario Central | Argentina | 2011 - 2012 |
| Atenas          | Argentina | 2014        |

- Referencias: [1]

## Palmarés
| Título              | Club     | País      | Temporada |
| ------------------- | -------- | --------- | --------- |
| Regional (Santa Fe) | Newell's | Argentina | 1987      |